# Новотроїцьке (Генічеський район)
Новотроїцьке (крим. Sarı Bulat) — селище, колишній адміністративний центр Новотроїцького району Херсонської області. Відстань до облцентру становить близько 164 км і проходить переважно автошляхом Р47.

## Історичні відомості
Новотроїцьке засноване на місці колишнього аулу Сарабулат селянами-втікачами з різних губерній Росії та України. Перша писемна згадка про аул належить до початку XIX ст.
Після переселення у 1860—1861 рр. частини ногайців, які кочували в приазовських степах, до Туреччини, спустіло 96 аулів. Царський уряд вжив термінових заходів, щоб заселити ці землі. На початку 60-х років XIX ст. в Сарабулаті оселилися державні селяни з Чернігівської губернії і 30 родин з села Агаймани Мелітопольського повіту. Сюди прибували нові групи переселенців і кількість населення швидко зросла.
У 1860-ті роки на місці аулу Сарабулат виникло село Новотроїцьке. Назва Сарабулат зникає і в офіційних документах, хоча дві паралельні назви ще зберігалися майже до 1917 року.
У 1862 році Новотроїцьке стало волосним центром і входило до складу Дніпровського повіту. Жителі села переважно займалися хліборобством і вівчарством, а невелика частина — різними ремеслами. Найбільшого поширення набули чинбарство, шевство, шиття кожухів, прядіння вовни і в’язання з неї панчох та рукавичок. Свою продукцію селяни збували місцевим крамарям, або на ярмарку, який збирався тут двічі на рік.
Станом на 1886 рік у селі, центрі Ново-Троїцької волості Дніпровського повіту Таврійської губернії, мешкало 1548 осіб, налічувалось 256 дворів, існували молитовний будинок, школа, 3 лавки, проходило 2 ярмарки на рік. За 48 верст — трактир. За 47, 49, 50, 54, 57 верст — соляні промисли. За 51 версту — соляна застава. За 29 верст — залізнична станція Новоолексіївка. За 55 верст — залізнична станція Чонгари.
У перші роки розмір земельного наділу для переселенців не визначався. Селяни користувалися такою кількістю землі, яку могли обробити. У 1867 році в селі проведено перший переділ 12 886 десятин землі, закріпленої за сільською общиною. На кожну ревізьку душу припало 12 десятин. Але за браком реманенту й тягла вже у 80-х роках XIX ст. 192 селянські двори не в змозі були самостійно господарювати. Доводилося вдаватися до супряги чи найму. 133 двори щороку посилали чоловіків або жінок на сезонні заробітки. Скрутне становище, в якому перебувало більшість селянських господарств, ускладнювалося ще й царським указом про поземельний устрій державних селян, жителі Новотроїцького сплачувати казні щорічний внесок — «державну оброчну подать» — в сумі 3274 крб. Крім того, були податки — земський, волосний, мирський, подушний, які становили 6380 карбованців. Запровадження столипінської аграрної реформи посилило дальший процес розшарування села, сприяло зростанню куркульських господарств.
Напередодні Першої світової війни в Новотроїцьку проживало понад 3 тис. чоловік. В селі розміщалися волосна управа, приватні лавки, аптеки. На околицях села стояло 24 вітряки, 2 парові млини, олійня та крупорушка. Спільно на 2-3 вулиці були викопані колодязі глибиною 18-25 метрів, але задовольнити потребу на воду вони не могли, через те село вражало бідністю зелених насаджень, а жителі терпіли від нестачі води.
1888 року в селі відкрито земську лікарню на 50 ліжок з одним лікарем, яка обслуговувала населення всієї волості. З 1903 року штат поповнився ще трьома фельдшерами й акушеркою.
Стан освіти був низький, про це свідчить той факт, що в початковій школі 1884 року навчалося тільки 42 хлопчики і 15 дівчаток. З 1857 жителів Ново-троїцького вміли читати й писати лише 110 чоловіків і 5 жінок.
Перша світова війна призвела до остаточного занепаду більшості селянських господарств. На фронт пішли всі здорові чоловіки. У селі залишилися жінки, діти й старики, яким було не під силу обробляти землю примітивним знаряддям і при нестачі тягла.
Після перемоги Лютневої революції в селах Дніпровського повіту у квітні 1917 року почали виникати Ради селянських депутатів. Прагнучи послабити зростання революційного руху на селі, меншовицько-есерівська повітова Рада і повітовий комісар провели кілька районних з’їздів селян і землевласників для врегулювання земельних відносин. 28 травня 1917 року такий з’їзд скликали у Новотроїцькому, а вже у травні — червні почали виникати земельні комітети, де відзначали, що земля повинна належати тим, хто її обробляє.
У січні 1918 року в Новотроїцькому встановлено Радянську владу, обрано Раду селянських депутатів, яка з перших днів свого виникнення взялася за налагодження роботи школи, лікарні, організацію бідняцьких мас на боротьбу проти різних проявів з боку ворожих елементів. Земельна комісія приступила до наділення малоземельних й безземельних селян землею.
У квітні 1918 року Новотроїцьке захопили австро-німецькі війська. Боротьба трудящих України проти окупантів та революційні події в Німеччині примусили австро-німецькі війська у листопаді відступити. В селі відновилася Радянська влада.
У січні 1919 року на територію села вторгся білогвардійський загін, деяких жителів було розстрелено. У селян відібрана худоба, продовольство і фураж. Після розбою ворожий загін залишив Новотроїцьке. Почалися масові арешти, знущання. Було спалено 87 дворів за зв’язок селян з партизанами й деяких із них розістрілено.
Наприкінці січня 1920 року Червона Армія визволила Новотроїцьке. Було відновлено Радянську владу.
Однак у червні 1920 року село зайняли врангелівці. Тільки 30 жовтня 1920 року 46-та стрілецька дивізія 4-ї армії разом з частинами Першої Кінної армії, які наступали з боку Каховського плацдарму, остаточно визволили село.
На початку 1921 року в селі створено партійний осередок, який очолив колишній комісар однієї з частин Червоної Армії.
У березні 1921 року оголошення "продтижневик". Розпочався тиск на селян. В цей час виник комсомольський осередок. Комуністів і безпартійних робітників було об’єднано у спеціальні хлібозаготівельні загони. Через такі репресивні заходи інтенсивність заготівлі хліба вимушено зросла. Планка хлібозаготівель співпала з катастрофічною посухою 1921-1923 років, що була ускладнена господарською руїною повоєнного села. Під впливом цих факторів врожайність сільськогосподарських культур катастрофічно впала.
29 липня 1921 року політбюро ЦК КП(б)У надіслало до ЦК РКП(б) телефонограму, в якій зобов'язувалося зібрати в УСРР 100 млн пудів продподатку із врожаю 1921 року. Вивезення хліба до Росії на тлі посухи та неврожаю привело до Голодомору на півдні України, який значно посилився через відсутність зернових запасів.
12 серпня 1921 року рада з праці та оборони випустила спеціальну постанову “про застосування надзвичайних заходів при вилученні продпродатку” з використанням зброї:  у села та “волості”, які чинили опір наркомпродівцям (збирачам врожаю і продуктів), дозволялося введення військових частин.
У жовтні 1921 року зафіксовані перші випадки смерті від голоду. За кілька місяців у грудні 1921 року Півднем України вже вирував розпал тяжкого голодування, що супроводжувався десятками тисяч смертних випадків.
У 1925 році на базі однієї з початкових шкіл відкрито семирічку, відкрилось три початкові школи, для дітей-сиріт відкрився дитячий будинок.
З 1923 року Новотроїцьке стало центром району, до складу якого ввійшли Громівська, Новотроїцька та Павлівська волості.
До 1929 року в селі було гасове освітлення, a в 1929 році поставлено динамомотор на місці теперішньої електростанції комунгоспу по вулиці Центральній. Він освітлював друкарню, райвиконком, кінотеатр, школу, магазини.
3 початку 1930 р. починається масове розкуркулення заможних, середняцьких господаоств. а також всіх невдоволених владою селян: їх майно конфісковують. а сімʼї виселяють за межі села, району, республіки, залежно від "вини". Значну поль у поновеленні колективізації зіграло утворення машиннотракторної станції з парком у 47 тракторів (МТС) у 1931 році та політвідділу при ній.
У 1932 році в Новотроїцькому районі остаточно завершилася колективізація. За своїми розмірами колгоспи були невеликими. В основному займалися вирощуванням зерна: озимої пшениці, ячменю, кукурудзи, вівса. До 1935 року артілі збирали зернових пересічно по 5—5,5 цнт з га. Того ж року через селище спіткав другий голод за останнє десятиліття.
9 лютого 1932 року утворюється Дніпропетровська область, до складу якої увійшло Новотроїцьке.
У 1933 році цілеспрямовані заходи по вилученню хліба, постанова ВЦВК і РНК СРСР «Про охорону майна державних підприємств, колгоспів і кооперативів та про зміцнення суспільної (соціалістичної) власності», відома як «Закон про п'ять колосків», призвели до страшного голоду 1932-1933 років, який остаточно утвердив колгоспний лад у селі. Голод доповнили репресії 1930-х років, які набули масового характеру у 1937 року. Судили переважно за антирадянську агітацію або шкідництво, більше ніж 400 новотройчан були увʼязнені на різні терміни або засуджені до розстрілу.
3 1934 року розпочали культивувати бавовну. Урожайність її була незначною — 5-6 центнерів з гектара. Вся бавовна дозрівати не встигала, тому доводилося збирати коробочки, розвозити їх по домівках колгоспників жнива затягувалися аж до зими. Сушили бавовну в спеціально збудованих для цього сушарках. Часто колгоспники це робили на своїх домашніх печах. Для вирощування бавовни кожному колгоспнику відводився план — 3-5 га на людину (сімʼю). Культивували бавовну у Новотроїцькому районі до 1952 року. Організація великих господарств, використання техніки, різних агрозаходів привело до зростання врожаів сільськогосподарських культур
У 1939 році колгоспники зібрали з кожного гектара землі по 14,9 центнера зернових, чисельність худоби сягала 5500 голів. Збільшилась рілля за рахунок обанки цілинних
земель. Парк Новотооїцької МТС склав 123 трактори, що дозволило у томи ж році механізувати значну частину сільськогосподарських робіт. У березні 1940 року у МТС почала працювати жіноча тракторна бригада.
у 1939 році за високі досягнення в сільському господарстві колгосп "Прогрес" Новотроїцького було занесено до книги пошани Всесоюзної сільськогосподарської виставки. У Новотроїцькому почала діяти нова лікарня з хірургічним, терапевтичним, дитячим та пологовим відпіленнями, працювали дві районні бібліотеки для дорослих та дітей, радіовузол, дві початкові школи, неповна середня та середня школи, кінотеатр, районний будинок культури, виходила районна газета.
10 січня 1939 року утворюється Запорізька область, куди було включено і село Новотроїцьке  разом з районом.
1 вересня 1939 року мирне життя новотройчан пририває Друга світова війна.
12 жовтня 1941 року фашисти захопили село. Під час окупації було розстоляно 14 чоловік, більше 300 чоловік вивезли до Німеччини, населення примушували працювати не тільки у полі, але й видобувати сіль на Сиваші. При відступі, фашисти знищили багато житлових будинків, школу, адміністративні споруди, зруйнували електростанцію, автопарк, пошту, промкомбінат, маслозавод, МТС.
31 жовтня 1943 року 10-го стрілецького корпусу 51 армії 4-го Українського фронту звільнили Новотроїцьке від німецько-фашистських загарбників. У бою за село загинуло 126 солдат і офіцерів, вони поховані у двох братських могилах у межах села. Понад тисяча новотройчан пройшли війну, 560 з них не повернулися до рідних домівок, 502 нагороджено орденами та медалями.
На початку листопада 1943 року (після звільнення від німецько-фашистської окупації) у Новотроїцькому відновив свою роботу радянський апарат. Починається відновлення економіки села.
Сільськогосподарська осінь 1943-1944 року видалася важкою, жінки, діти, інваліди обробляли поля практично вручну.
30 березня 1944 року село Новотооїцьке разом з районом було включене до новоствореної Херсонської області.
До 1950 р. відбудовано і введено в дію МТС, автоколону, комунгосп, місцеву електростанцію, маслосирзавод, промкомбінат, торговельні і заготівельні організації. Заново побудовано і забезпечено новою технікою такі підприємства, як майстерні сучасного відділення "Сільгосптехніки", мʼясокомбінат, харчокомбінат, заготзерно, міжколгоспну будівельну організацію, цегельнии завод, хлібопекарню.
У 1954 році в центрі селища було відкрито памʼятник на братській могилі воїнів Радянської армії.
У 1958 році Новотроїцьке стало селищем міського типу.
Станом початок 1974 року тут діяли птахокомбінат, харчовий комбінат, маслосироробний завод і комбікормовий завод.
У 1981 році чисельність населення становила 11,2 тис. осіб, тут діяли птахокомбінат, маслосироробний завод, завод з виробництва комбікорму і м'ясо-кісткового борошна, харчосмакова фабрика, управління експлуатації зрошувальних систем, райсільгосптехніка, райсільгоспхімія, міжколгоспна будівельна організація, комбінат побутового обслуговування, дві загальноосвітні школи, музична школа, спортивна школа, лікарня, поліклініка, Палац культури, кінотеатр, три бібліотеки та краєзнавчий музей.
У 1989 році чисельність населення становила 12 545 осіб.
У жовтні 1992 року Новотроїцька харчосмакова фабрика (раніше входила до виробничого об'єднання «Продтовари») була передана в комунальну власність.
1972 року відбулося відкриття меморіального комплексу на честь воїнів земляків.
У травні 1995 року Кабінет міністрів України затвердив рішення про приватизацію м'ясокомбінату, комбікормового заводу, райсільгосптехніки та автотранспортного підприємства.
12 червня 2020 року, відповідно до розпорядження Кабінету Міністрів України № 713-р «Про визначення адміністративних центрів та затвердження територій територіальних громад Запорізької області», увійшло до складу Новотроїцької селищної громади.
17 липня 2020 року, в результаті адміністративно-територіальної реформи та ліквідації  Новотроїцького району, увійшло до складу Генічеського району.
24 лютого 2022 року селище тимчасово окуповане російськими військами під час російсько-української війни.

## Релігія
У селищі діє Мечеть Духовного управління мусульман України. Вірянами є турки-месхетинці та кримські татари.

## Населення
Таблиця чисельності населення:
| 2013   | 2017   | 2018   | 2019   | 2020   | 2022   |
| ------ | ------ | ------ | ------ | ------ | ------ |
| 10 726 | 10 590 | 10 562 | 10 647 | 10 645 | 10 535 |

### Мова
Розподіл населення за рідною мовою за даними перепису 2001 року:
| Мова              | Кількість | Відсоток |
| ----------------- | --------- | -------- |
| українська        | 9786      | 83.62%   |
| російська         | 1322      | 11.30%   |
| циганська         | 138       | 1.18%    |
| білоруська        | 41        | 0.35%    |
| румунська         | 17        | 0.14%    |
| кримськотатарська | 14        | 0.12%    |
| вірменська        | 14        | 0.12%    |
| болгарська        | 2         | 0.02%    |
| інші/не вказали   | 369       | 3.15%    |
| Усього            | 11703     | 100%     |

## Уродженці
- Пронін Віктор Вікторович (1980—2015) — солдат Збройних сил України, учасник російсько-української війни.
- Мєх Артем Сергійович (нар. 1991 р.) — український співак, музикант і автор пісень, колишній соліст групи «Пара Нормальних».
- Павленко Андрій Олексійович (1984—2017) — прапорщик Збройних сил України, учасник російсько-української війни.
- Тимошенко Сергій Олександрович (нар. 1996 р.) сержант збройних сил України учасник АТО,ООС, російсько-української війни. Нагороджений орденом за мужність 3 ступеня, подякою міністра оборони за особисту мужність та героїзм,медаллю президента України захисника Вітчизни.

## Цікаві факти
- На честь селища названо астероїд 8445 Новотроїцьке[7].